# Język swański

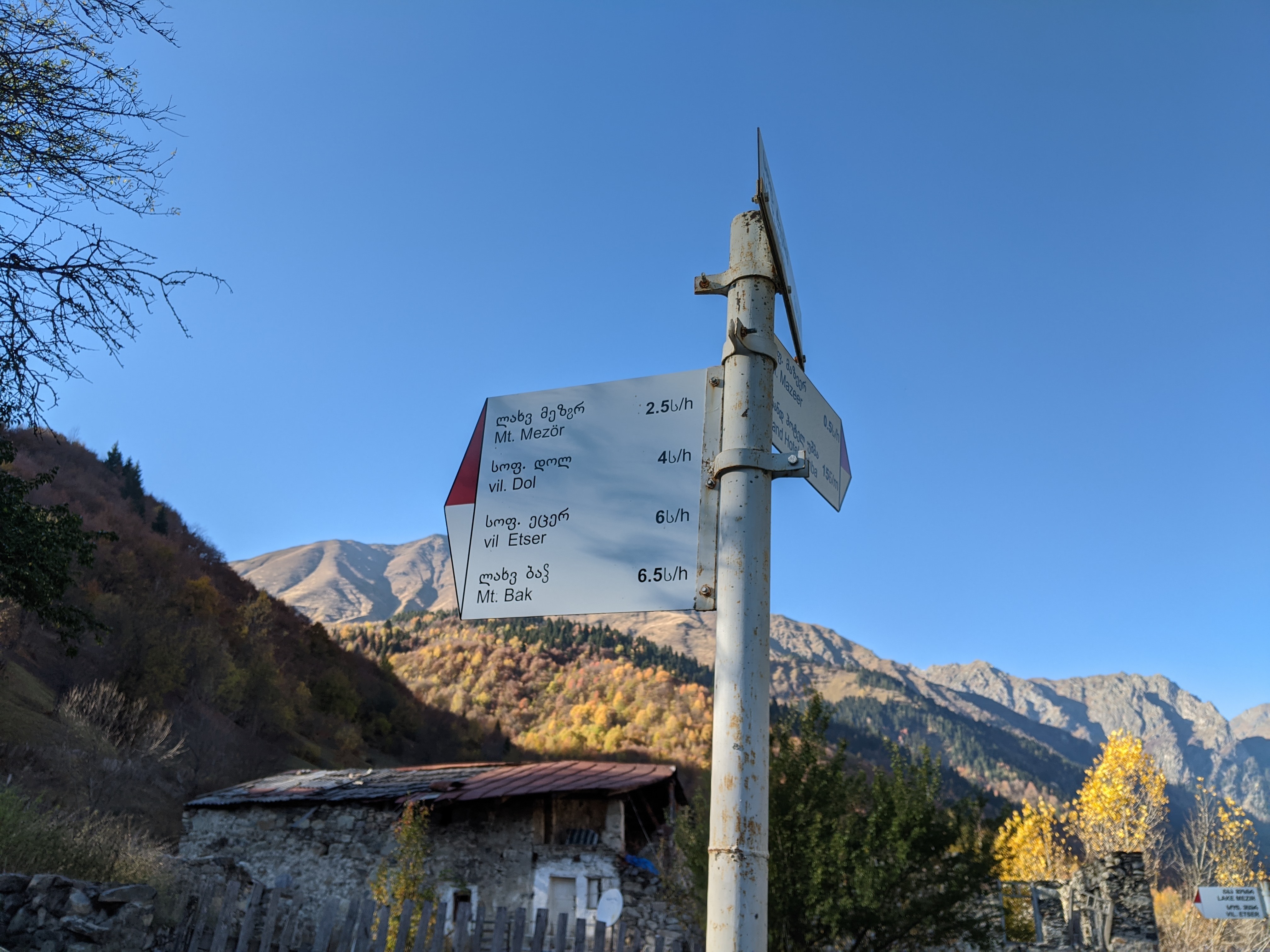
Znak drogowy z napisami w języku swańskim

Język swański (sw. ლუშნუ ნინ, lušnu nin/šḳän; gruz. სვანური ენა, svanuri ena) – język kartwelski, którym posługuje się ok. 14 tys. ludzi (2015), zamieszkujących północno-zachodni, wysokogórski region Gruzji – Swanetię, zwanych Swanami. Tworzy odrębną gałąź w ramach rodziny języków kartwelskich.
Podobnie jak inne języki kartwelskie swański nie jest uznawany przez władze Gruzji jako osobny język, a jako dialekt gruziński (mimo zdecydowanej opinii językoznawców, klasyfikujących je jako odrębne języki, ze względu na historię rozwoju). Skutkuje to brakiem wsparcia dla zachowania swańskiego i przyczynia się do przyspieszenia jego zaniku. W powszechnym użyciu jest również język gruziński. Gruziński służy jako lingua franca i język literacki. Swański jest zdecydowanie zagrożony wymarciem.
Wiele spośród osób, które przeszły na gruziński, wciąż identyfikuje się jako Swanowie (co utrudnia określenie liczby użytkowników języka).
Ze względu na swoją izolację geograficzną oparł się wielu wpływom innych języków.
Swański jest obecnie zapisywany pismem gruzińskim, choć historycznie wykorzystywano do jego zapisu również cyrylicę i alfabet łaciński. Jego forma pisana zaczęła być używana na szerszą skalę w XXI wieku, wraz z pojawieniem się nowoczesnych środków komunikacji.

## Dialekty
Język swański dzieli się na następujące cztery dialekty i poddialekty:
- górno-balski (ok. 15 000): uszgulski, kalajski, iparski, mulachski, mestyjski, lenzerski, latalski
- dolno-balski (ok. 12 000): beczojski, cchumarski, ecerski, parski, czubechski, lachamski
- laszchaski
- lentechski: cheledzki, chopurski, rcchmelurski, czolurski